# Seaton, Australien
Seaton är en del av en befolkad plats i Australien. Den ligger i kommunen Charles Sturt och delstaten South Australia, nära delstatshuvudstaden Adelaide. Antalet invånare är 9 704.
Runt Seaton är det mycket tätbefolkat, med 1 517 invånare per kvadratkilometer.. Närmaste större samhälle är Adelaide, nära Seaton.
Runt Seaton är det i huvudsak tätbebyggt. Genomsnittlig årsnederbörd är 593 millimeter. Den regnigaste månaden är juli, med i genomsnitt 95 mm nederbörd, och den torraste är december, med 13 mm nederbörd.